# Горошек (узор)
Горо́шек — узор из регулярно расположенных кружочков одинакового размера.
Узор в горошек издревна использовался в народном искусстве, особенно в керамике и текстиле — в виде вышивки, печати на ткани и узелков на кружеве. Он появляется на предметах декоративно-прикладного искусства в самых разных контекстах. 
В наше время ткань в горошек преимущественно используется в женской моде, чаще всего из неё шьются летние платья, купальные костюмы и нижнее бельё. Иногда узор в горошек появляется и на более официальной одежде. Так, в платьях и костюмах из такой ткани нередко появлялась на публике королева Великобритании Елизавета II. В мужской моде горошек используется преимущественно на галстуках, рубашках и носках.
В 1954 году Кристиан Диор использовал горошек для одного из платьев в своей легендарной коллекции New Look — оно оказалось самой продаваемой моделью.
Возвращению моды на платья в горошек в конце 1980-х и начале 1990-х годов способствовала модельер Каролина Эррера. Она использовала горошек на большинстве своих платьев, а также на коробках духов Carolina Herrera, Herrera For Men, Aquaflore и Flore.
- Детское платье из шёлка в мелкий горошек, ок. 1869
- Королева Великобритании Александра Датская, 1873
- Йожеф Рипль-Ронаи. Женщина в платье в горошек (Венгерская национальная галерея, 1889)
- Платье дома моды Paquin , ок. 1939
- Королева Великобритании Елизавета II во время визита в Канаду, 1959